# Гил Моррис
«Гил Моррис» (англ. Gil Morrice, также Child Maurice; Child 34, Roud 53) — народная баллада шотландского происхождения. Наиболее ранняя её версия содержится в манускрипте, который был обнаружен Томасом Перси и лёг в основу его сборника «Памятники старинной английской поэзии». Фрэнсис Джеймс Чайлд упоминает о десяти её известных вариантах и приводит тексты семи из них.
На русский язык балладу перевела Вера Потапова.

## Сюжет
Чайлд Моррис (в других версиях — Гил или Боб) просит своего слугу за вознаграждение отвезти к жене Джона Стюарда (в другой версии — лорда Барнарда) мантию и шёлковую сорочку, а также передать ей тайком от мужа, что он будет ждать её в лесу. Мальчик, приехав к дому, без предупреждения входит в покои и передаёт просьбу своего господина в присутствии лорда и прислуги. Леди пытается сделать вид, что послание адресовано не ей, а её служанке (та подтверждает это), но слуга упрямо стоит на своём. Её мужа обуревают гнев и ревность. Верхом на коне он приезжает в лес, где Моррис расчёсывает свои золотые локоны, и, отрубив ему голову, привозит её своей жене. Та целует мёртвые губы и открывает мужу, что это был её рождённый вне брака сын, младенцем оставленный в лесу. Лорд раскаивается в своём поступке, говоря, что отнёсся бы к юноше как к своему собственному сыну, если бы знал правду. В конце некоторых версий безутешная мать умирает.
Джон Роберт Мур замечает, что в первой из версий текста, приведённых Чайлдом, феномен саспенса используется эффективнее, чем, вероятно, в любой другой балладе из его собрания: служащие ключом к происходящему отношения матери и сына раскрываются лишь в самом конце, одной блестящей строфой, и что такая подача превосходит прямое изложение. Убийство человека за проступок, которого тот не совершал, является одним из древнейших мотивов мирового и европейского фольклора.